# Ozarba tacana
Ozarba tacana là một loài bướm đêm trong họ Noctuidae.